# 2231 Durrell
2231 Durrell eller 1941 SG är en asteroid i huvudbältet, som upptäcktes den 21 september 1941 av den belgiske astronomen Sylvain Arend i Uccle. Den har fått sitt namn efter den brittiske författaren Lawrence Durrell.
Asteroiden har en diameter på ungefär 15 kilometer.